# أنجيليكا موسر
أنجيليكا موسر هي القافزة بالزانة سويسرية، ولدت في 9 أكتوبر 1997 في بلينو في الولايات المتحدة.

## وصلات خارجية
- أنجيليكا موسر على موقع الاتحاد الدولي لألعاب القوى (الإنجليزية)
- أنجيليكا موسر على موقع الدوري الماسي (الإنجليزية)
- أنجيليكا موسر على موقع اللجنة الأولمبية الدولية (الإنجليزية)
- أنجيليكا موسر على موقع أوليمبيديا (الإنجليزية)